# Kendra Harrison
Kendra „Keni“ Harrison (* 18. September 1992 in Tennessee) ist eine US-amerikanische Hürdenläuferin, welche 2016 bis 2022 den Weltrekord im 100-Meter-Hürdenlauf innehatte.

## Leben
Harrison wurde am 18. September 1992 im US-Bundesstaat Tennessee geboren und von Gary und Karon Harrison adoptiert. Acht ihrer zehn Geschwister sind ebenfalls Adoptivkinder des Paares. Die erste Sportart, die sie ausübte, war Fußball. Mit der Leichtathletik begann sie an der High School.
Bei den Olympischen Spielen 2020 in Tokio gewann Harrison mit einer Zeit von 12,52 s die Silbermedaille über 100 m Hürden hinter der Puerto-Ricanerin Jasmine Camacho-Quinn mit 12,37 s und vor der Jamaikanerin Megan Tapper mit 12,55 s.
Mit einer Zeit von 12,20 Sekunden wurde sie Weltrekordhalterin im 100-Meter-Hürdenlauf und unterbot damit den 27 Jahre alten Rekord von Jordanka Donkowa um eine Hundertstelsekunde.
Bei den Leichtathletik-Weltmeisterschaften 2023 in Budapest gewann sie die Bronzemedaille im 100-Meter-Hürdenlauf.

## Persönliche Bestleistungen
- 100 m Hürden – 12,20 s (2016)
- 400 m Hürden – 54,09 s (2015)
- 100 m – 11,35 s (2016)
- 200 m – 23,00 s (2016)
- 400 m – 55,49 s (2012)
- 800 m – 2:22,35 min (2013)